# なんでここに先生が!?
『なんでここに先生が!?』（なんでここにせんせいが）は、蘇募ロウによる日本の漫画。『週刊ヤングマガジン』（講談社）2017年21号から2024年47号まで連載された。
『ゴールデンタイムズ』というタイトルで同誌の2015年46号、2016年18号・31号・32号に読切として掲載された後、現在のタイトルに改題し2016年46号から51号までの短期集中連載を経て、翌2017年21号から完全連載となる・作者の急病のため2020年34号をもって長期休載となっていたが、2024年38号掲載の第111話より連載を再開、同年47号掲載の第120話をもって完結した。
年上の女教師と年下の男子生徒によるカップルの物語が1巻につき一組ずつ各10話のオムニバス形式で描かれている。また、別のカップルの主役時にはカメオ出演もある。2020年4月時点で累計発行部数は200万部を突破している。

## あらすじ
児嶋加奈編
「鬼の児嶋」と恐れられる児嶋加奈はおっかないと評判だが、佐藤一郎の前だけは天然ドジな先生。それが原因で引き起こされるハプニングに二人は巻き込まれてしまう。
松風真由編
聖母のように優しい松風真由は、強面が原因でクラスメイトに避けられている生徒・鈴木凛を意識し、ハプニングに巻き込まれながらも彼に手を出そうとする。
葉桜ひかり編
幼馴染の高橋隆にイタズラを繰り返す困った先生・葉桜ひかりは、度重なるハプニングにより高橋を異性として意識するようになる。
立花千鶴編
クールで表情もほとんど崩さない保健の教師・立花千鶴は、好きな漫画で生徒と仲良く話している保健の教師の描写を見た際、自分も同じようになりたいと思うようになる。そんな中、保健室に現れた感情表現豊かな高校三年生・田中甲に興味を持つ。
ホムラ・フランチェスカ編
幼馴染である伊藤依人・松風さやの二人と同じ学校に通いたいと思った15歳の天才少女・ホムラ・フランチェスカがALTとして川村西高に赴任してきた。
猪川泉編
学校をサボりコンビニのバイトに明け暮れている高校三年生・渡辺渉を学校に通わせるために、バイト先に担任の猪川泉先生がやってきた。
岡本桜花編
岡本さくらの芸名でアイドルとして働いている岡本桜花はある日、山本大和の通う麻岡高等学校に教育実習生としてやって来る。
栗栖くるみ&南條奈々編
脚を骨折して入院している姉の代わりに咲川女子学園に通うことになった中村忠は生徒達からモテている教師・栗栖くるみと同じ部屋で過ごすことになってしまう。そして、人と関わろうとしない教師・南條奈々に男であることがバレてしまい…。

## 登場人物
キャストは特記ない限りアニメ版。

### 児嶋加奈編
児嶋 加奈（こじま かな）
声 - 上坂すみれ（アニメ） / 井上麻里奈（ドラマCD）
川沼西高の国語教師。23歳。B：89、W：57、H：86。人気投票 : 1位。
男勝りで素行に厳しく生徒からは「鬼の児嶋」と恐れられている。好きな異性のタイプは年下で面倒見が良く、子供に好かれている人。苦手なものは雷。学校新聞の怖い先生ランキングで一位。
密かに佐藤と付き合っている。生徒に手をあげた他校の不良を一人で全員撃沈させるほどの実力者である一方、引っ込み思案で照れ屋。キスはしたことがなかった。
年は離れているものの、佐藤の母と仲が良く、同郷の幼馴染み。
料理が上手。酒には弱く一滴でも飲むと泥酔するそのため、飲み会などはコーラを飲んでいる。本は電子書籍よりも紙の方が好き。生徒から怖がられているが気にしており、生徒に好かれようと、好かれる方法の書かれた本を読もうとしていた。
一郎の住む家から徒歩5分のマンションに偶然にも引っ越すこととなった。
実は高校生のころに一郎と出逢っており、その時の出来事がきっかけで先生になる。
しっかり者に見えてかなりのドジっ娘。
男子トイレの個室に佐藤と閉じ込められた（女子トイレが使えず仕方なく男子トイレを使っていた）結果、佐藤の前で失禁してしまっている。
保健体育に疎く、間違った子供の作り方で覚えてしまっている。
佐藤の卒業後は、婚約者扱いで部屋に入り浸るなど幸せを満喫している。
佐藤 一郎（さとう いちろう）
声 - 鈴木崚汰（アニメ・ドラマCD）、河瀬茉希（少年期）
川沼西高3年。17歳。妹がいる。
成績・運動・ルックスの全てが普通の生徒。加奈の好みの男性の特徴である「年下で面倒見が良く子供に好かれる」に当てはまる人物。当初はアヤちゃんが好きだったものの、加奈の名誉を守った末にアヤちゃんには嫌われてしまった。一方で紆余曲折を経て加奈と付き合うことになる。
加奈を好きになった理由は、一緒にいるうちに色んな表情を見るようになって気になったから。
大学には推薦で合格。
念願の一人暮らしを始めた。加奈が日々入り浸っている。

### 松風真由編
松風 真由（まつかぜ まゆ）
声 - 後藤邑子
川沼西高の美術教師。24歳。B：85、W：58、H：86。人気投票 : 2位。
全てを包みこむような優しさから生徒の間では「聖母松風」と呼ばれている。水泳は苦手。放送委員の顧問。彼氏はいたことがない。料理下手でインスタントラーメンですら失敗する腕前だった。美術教師。
大学4年時の教員採用試験当日に遅刻しそうになった際に鈴木に助けられている。
鈴木に想いを寄せているが、彼の鈍感さ・真面目さゆえの悪気の無い言動でショックを受けることもしばしば。
妹のさやとアパートで暮らしている。
一方でいざという時は我が身をかえりみず自分を助けてくれる鈴木の優しさも知っており、周囲から孤立させられてしまう鈴木を気遣ってくれる理解者である。
鈴木の卒業後は晴れて婚約者同士として相思相愛の日々を送り、「ホムラ・フランチェスカ編」では鈴木と結婚。鈴木姓を得た。
鈴木 凛（すずき りん）
声 - 増田俊樹
川沼西高2年。16歳。一人称は「僕（ぼく）」。通学定期は袋池-増成間。視力が悪くコンタクトをしている。趣味は温泉巡り。松風を心優しい教師として尊敬している。料理好き。A型。絵を描くのが昔から苦手。
成績優秀・運動能力抜群で性格も良いのだが巨躯と強面のせいで、中学の先輩である佐藤以外友人が一人もいない。そのため友人作りに奮闘しており、言葉遣いが非常に丁寧。
放課後には複数のバイトをしているため、部活はしていない。
自身の外見が周囲を怖がらせていることには日々反省しており、非常に真面目で心優しい性格。恋愛に関しては鈍感だが、寝ている間に松風にキスされてからは彼女のことを意識するようになる。
実家の鈴木建設の手伝いもしている。
卒業後は家業である鈴木建設の若き社長として仕事をこなしている。

### 葉桜ひかり編
葉桜 ひかり（はざくら ひかり）
声 - 石上静香
川沼東高の体育教師。22歳。B：88、W：56、H：87。
日焼けした肌が特徴の女性。生徒会と水泳部の顧問をしている。性格は明るく元気で天真爛漫だが少々ガサツ。度重なるハプニングにより隆を異性として意識するようになる。
隆とは団地で隣同士の幼馴染で学校でも「タカ」と呼んでいる。隆を茶化すのが得意な反面、隆にリードされると弱いため隆に主導権を握らせないよう日々空回りをしている。
「栗栖くるみ編」では咲川高校で働いている。
高橋 隆（たかはし たかし）
声 - 山本和臣、古木のぞみ（少年期）
川沼東高1年。生徒会会計。15歳。
背が低く中性的な顔立ちをしている。家が隣の葉桜のことを「ひか姉」と呼んでいる。
自由奔放なひかりに振り回され悩んでもいるが、身動きがとれなくなったひかりが尿意に屈するという事態に陥った際でも最後まで事態解決に奔走するなど、いざという時に頼りになる心優しい人物。
当初からひかりを意識していたが、次第に双方の想いが一致するようになっていく。

### 立花千鶴編
立花 千鶴（たちばな ちづる）
声 - 山本希望
川沼東高の養護教諭。24歳。B：87、W：56、H：85。人気投票 : 3位。
銀のショートヘアーが特徴。場の空気が凍る発言をしばしばするため「絶対零度の立花」と呼ばれている。性格はクールで表情もほとんど崩さない。陥没乳首。おみくじが好きで、それ以外にも流れ星に願うのも楽しみにするほど。
漫画の保健の教師のように、自分も同じように生徒と親しくなりたいと思っている。そんな中、保健室に現れた感情表現豊かな田中に興味を持つ。
一度田中に告白されるが、自分達が先生と生徒という関係であるという理由で一度断り、田中が卒業した後改めて田中に告白して恋愛関係になる。その後、卒業旅行ではひょんなことから田中と一緒にラブホテルに泊まることになったが、挿入に失敗したため、一線は越えなかった。
昔から自分の物には名前を書く習慣があり、今でもそれは変わっていない下着にも名前を書いている。
クリスマスが好きで、毎年ビデオカメラで一人っきりでも撮影している。
寝るときは上下とも下着を着けない。
誰とも付き合ったことがない。
卒業+慰安旅行にて、誤って泊まったラブホテルにて甲と初体験を済ませた。
「栗栖くるみ&南條奈々編」では田中と結婚しており、彼と子作りに励んでいた。その後第10巻で娘を設けていた。
田中 甲（たなか こう）
声 - 小林裕介
川沼東高3年。元生徒会会長。17歳。
高橋の2学年上。佐藤・鈴木とは同じ中学出身。教師を彼女とした3人に対し道徳的な観点から疑問に思うなど常識的だが、悔しくもあり高校卒業までに彼女を作ることを宣言した。
大学は推薦で合格している。
「バイクで行けるトコまで」と言っているため、バイクを持っていると思われる。
男性器の勃起の大きさの平均より少し小さい。童貞。
通学は普段、電車やバスだが歩けない距離ではない
立花先生と過ごしているうちに彼女のことが好きになり、告白して断られるものの、卒業後に立花先生から告白されて付き合うことになる。
「栗栖くるみ&南條奈々編」では立花先生と結婚していることが判明した。

### ホムラ・フランチェスカ編
ホムラ・フランチェスカ
川沼西高外国語指導助手(ALT)。15~16歳。4月30日生。B：82、W：56、H：85。
15歳で海外の大学を卒業した天才。幼少時に日本で1ヶ月生活した際、伊藤と松風さやと出会っており、再度二人と学校に行きたいという動機から日本の川沼西高に赴任した。ただ、二人の前では本心を言わず素直になれていない。
赴任当時はその天才が災いして独り善がりの授業を行っていたことから生徒から酷評されていたが、伊藤とさやからアドバイスを受け、生徒の趣味趣向を一晩で調べあげたことで翌日にて大きく改善された。
「栗栖くるみ&南條奈々編」で女性初のノーバル賞を受賞したと新聞に掲載された。後に、かむら寮に仕事で来た伊藤と共に姿を見せており、そこで面識を持った南條に助言する。
伊藤 依人（いとう よりと）
川沼西高1年。15歳。3月30日生。
さやに幼少時より恋心を抱いており、猛勉強の末に同じ高校に進学した。ホムラについてはあまり覚えていない。ホムラが伊藤に誤って送った動画を観て彼女の気持ちに気付き、ホムラを意識するようになる。最終的にはさやの後押しもあってホムラと恋人同士になる。
「栗栖くるみ&南條奈々編」では鈴木建設で働いていることが判明した。
松風 さや（まつかぜ さや）
声 - 大坪由佳
川沼西高1年（生徒会会計）→3年（生徒会長）。15歳→17歳。11月24日生。B：72、W：56、H：82。
松風の妹。小学生の時に学童で伊藤とホムラに勉強を教えていた。二人に関しては弟妹のように非常に可愛がっている。大好きな姉と鈴木との結婚には嬉しさの反面寂しさもあり、「松風真由編」では家庭教師の鈴木がその容貌も相まって姉の体を狙っていると勘違いしていた。
伊藤がさやのことを好きなことに気づいていた上でさやとホムラの間で揺れ動く伊藤の後押しをした。
高校三年生の時に髪型がロングヘアからショートボブに変更。
「栗栖くるみ&南條奈々編」では咲川女子学園で教員として働いており、かむら寮で雨漏りがした際に同寮で生活する面々に業者を手配した旨を伝える。

### 猪川泉編
猪川 泉（いのかわ いずみ）
8月5日生まれの24歳。身長150センチメートル、体重45キログラム。B：86、W：57、H：85。人気投票 : 4位。
渡辺の担任の先生。麻岡高等学校で地理・歴史を担当している。
長い黒髪と右目の泣きぼくろ、そして黒ずくめの服が特徴的。幼稚園児の弟がいる。怪我をした渡辺に絆創膏を貼ったり、弟がリレーをしている時に横断幕を使って応援するなど、心優しい性格の持ち主だが、いきなり生徒の背後に現れてその生徒のプライベートのことを言うため、生徒達から陰で「背後霊の猪川」と呼ばれ怖がられている。寝ながら服を脱ぎだすほど寝相が悪く、一度寝るとなかなか起きない。蛍が好き。
渡辺を学校に通わせるために彼と行動を共にしているうちに、彼を意識するようになり、一学期終業式の日に学校に来た渡辺が言い放ったひとことをきっかけに両想いになる。
3月31日、渡辺が社会人になる瞬間を二人で迎えるために彼の自宅で過ごした。
渡辺 渉（わたなべ わたる）
麻岡高3年。母子家庭で苦学生ということもあり、学校よりバイトのほうが楽しいからという理由で3年になってからは不登校になり、コンビニのバイトに明け暮れている。佐藤一郎はバイト先の先輩。自宅に車はないが普通免許を所持している（校則違反なので周囲には秘密にしている）。
猪川の想いを知ったのをきっかけに彼女のことが好きだと気づき、彼女と付き合うためにきちんと学校を卒業することを決心する。
その後、麻岡高校を卒業し、佐藤の紹介で鈴木建設に就職が決まる。「先生と生徒の関係じゃなくなったら付き合う」という約束を果たすために、3月31日に猪川を自宅へ呼んだ。

### 岡本桜花編
岡本 桜花（おかもと おうか）
大和の4歳年上の幼馴染で、彼から「桜花姉ちゃん」と呼ばれている。肩甲骨くらいまである黒髪を後ろで留めており、眼鏡をかけている。芸能界に入り岡本さくらの芸名でアイドルグループ「ナタデコ娘」のリーダーを務めている。おバカアイドルとして人気を博しているが実際は大和曰く真面目で勉強の鬼である。東京の大学に進学しており麻岡高に教育実習生として来る。アイドルを年内で辞め教師を目指していたが大和との関係をスクープされ生徒達にもアイドルであることが発覚して騒ぎになったため理事長に実習の中止を申し出た。
その後、アイドルは引退し大学を留年して教員免許を取得、大会に出場する大和の応援に駆け付け彼の新記録達成を見届け、大和の告白に涙を流しながら答える。第10巻の特別編で大和と結婚したことが判明する。
山本 大和（やまもと やまと）
麻岡高2年。陸上部主将。幼少時、幼馴染の岡本から「好きなタイプは強いて言うなら足が速い人」と言われてから、彼女に好きになってもらいたくて陸上競技（短距離走）に励んでいる。学業に関してはスポーツ推薦のため成績が非常に悪い。
オーバーワークで疲労骨折となるが、海外のリハビリ施設での治療を経て一年後の大会では9.91の新記録を出し、岡本に告白する。

### 栗栖くるみ&南條奈々編
栗栖 くるみ（くりす くるみ）
咲川女子学園の音楽教師。灰色のショートヘアが特徴的な麗人で、生徒達からモテている。あだ名は「プリンス栗栖（略してプリクリ）」。互いの胸を大きくするために、心と胸を揉み合う約束をしている。柄物を他の服と一緒洗濯するなどガサツな一面を持つ。言葉責めに弱い。
彼女が通っていた幼稚園も学校も共学でなかったため男性に免疫がなく、トランクスを見ただけで赤面する。10巻（8巻から1年後）で咲川女子学園が咲川高校と合併して共学になった際には男子寮となったかむら寮の寮長となり、勘違いが重なって男子生徒たちから「師匠」と呼ばれるようになる。
中村 忠（なかむら ただし）
心の双子の弟で咲川高校の生徒。アホ毛が1本生えている。脚を骨折して入院した姉の代わりに半ば強制的に姉妹校の咲川女子学園に通わされることになる。心と栗栖が同室だったため、栗栖と同じ部屋で過ごすことになる。陰茎は高校生とは思えないほど小さい。プール監視員のバイトをしている。
南條 奈々（なんじょう なな）
かむら寮で生活している教師で、ひかりと高橋の幼馴染。膝裏まである長髪とギザギザの歯が特徴的。一人称は「アタシ」。身長148センチメートル、体重43キログラム。B：87、W：60、H：85。
同僚からは「人と関わるのを極端に嫌う人」という評価をされているが、これは幼少期の出来事が原因となっている。自分が尊敬している科学者のホムラが恋愛で成長したという記事を読み、恋愛に興味を持っている。「キミぃ」「なるほどぉ」など、語尾に小さい母音を含んだ喋り方をする。「ココロヨメール」「ドッカニオトコイナイカーナ」「イセイホイホイ」といった物を発明している。
自らが開発した装置の反応から、中村が男であることを見抜き、中村が男であることを黙認する代わりに、かむら寮にいる教師の誰かと恋愛をしてほしいと頼む。尊敬するホムラと出会った際は恐縮していた。

### 皆本瑞稀編
皆本 瑞稀（みなもと みずき）
小林が通う学校の先生。ハーフで青目と金髪ポニーテール（本人曰く地毛）が特徴的で、学校では「一匹狼の皆本」と呼ばれ恐れられている。かつてミナトとして漫画を描いていたが、始めて雑誌に掲載された読み切りがファンにネットで酷評されたトラウマから漫画から離れていた。
自身のファンだった小林と共に同人誌を製作するうちに彼に恋心を抱くようになる。
小林 翔凜（こばやし しょうりん）
高校三年生。家は医者の家系で娯楽全般禁止されているが、コンビニでミナトの漫画をたまたま読んだことで漫画編集者を目指すようになる。
元々は咲川高校（男子校時代）に通っており忠とは友人だったが漫画編集者になると親に宣言した際に半ば勘当されたため、現在の学校に転校し、単身用のアパートに住んでいる。

### その他
アヤちゃん
佐藤の好きだった相手。修学旅行中に男湯で騒ぎがあった際、佐藤が露天風呂にラブドール（これは児嶋がいることを隠すために佐藤がついた嘘）を引っ張り込んでいたのを目撃し、ドン引きした。
佐藤 咲（さとう さき）
声 - 生天目仁美
一郎の母。36歳。後輩の児嶋と息子の関係が進展するよう両者に積極的に働きかける。キャラクターブックによれば、高校在学中に当時の担任と付き合い始め、卒業後直ぐに結婚して息子を出産したとのこと。
佐藤 詩緒（さとう しお）
声 - 新田ひより
一郎の年の離れた妹。兄にはよく懐いているが、雰囲気の怖い児嶋には懐かない。
一郎のことを「にーたん」、母親の咲は「かーたん」と呼んでいる。
鈴木 すず、れい
声 - 宮島えみ（すず）、菊地瞳（れい）
鈴木の双子の妹と弟。4歳。
猪川 猛（いのかわ たける）
猪川の年の離れた弟。
猪川の母
娘と瓜二つの外見をしている。また娘が渉に好意を抱いていることを知っている。
渡辺の母
シングルマザーで飲料品の訪問販売で生計を立てているが、女手一つで家計を支えているためいささか疲労も抱えている。息子がバイトのために不登校になっている事を知って以来、親身になってくれる猪川に感謝している。
林 林檎
ナタデコ娘のメンバー。メディアへの対応では非常に丁寧な口調で喋るが、実際は姉御肌な性格で大和の前ではかなり砕けた話し方になり、竹松・木口同様エロい。
竹松 小梅
ナタデコ娘のメンバー。小学生のような体型だが18歳。明るく元気な性格でさくらに一番迷惑をかけてるらしい。
木口 杏
ナタデコ娘のメンバー。大人しく恥ずかしがりな性格だが、裸にさせられる大和の股間をしっかり見ようとする。ムダ毛は永久脱毛済。
中村 心（なかむら こころ）
中村の双子の姉で、咲川女子学園の生徒。アホ毛が2本生えている。学園内の「かむら寮」で生活している。授業をサボりすぎて留年の危機に陥っていた矢先に脚を骨折して入院してしまい、弟に代わりに学校へ行って欲しいと頼む。
最上 桃花（もがみ ももか）
かむら寮で生活している細目の美術教師。豊満な胸をしている。普段おっとりしている分、怒ると怖く、怒った時だけ開眼する。何故か寝る時にスケスケのネグリジェを着る。皆本とは幼馴染みでかつては元ヤンだったらしく、皆本の誇張された噂は全て彼女のことである。
大村 織絵（おおむら おりえ）
かむら寮で生活している体育教師。快活な性格。田中甲とは従兄弟の間柄で栗栖とは大学時代の同級生。
皆本の母
外国人だが日本の漫画やアニメが好きで同人誌の印刷所で働いている。コスプレが趣味。
川上 楓（かわかみ かえで）
小林のいとこで漫画雑誌の編集者。小林と同じくミナトのファン。
立花の両親
声 - 清水彩香（母）、田丸篤志（父）

## 書誌情報

### 単行本
- 蘇募ロウ『なんでここに先生が!?』 講談社〈ヤンマガKCスペシャル[注釈 3]〉、全12巻
  1. 2017年1月6日発売[72]、ISBN 978-4-06-382904-4
  2. 2017年9月6日発売[73]、ISBN 978-4-06-510150-6
    - 『フルカラー小冊子つき特装版』同日発売[74]、ISBN 978-4-06-510348-7

  3. 2018年1月5日発売[75]、ISBN 978-4-06-510804-8
    - 『ドラマCD付き限定版』同日発売[76]、ISBN 978-4-06-510899-4

  4. 2018年5月7日発売[77]、ISBN 978-4-06-511380-6
    - 『フルカラー小冊子付き限定版』同日発売[78]、ISBN 978-4-06-511726-2

  5. 2018年10月5日発売[79]、ISBN 978-4-06-513157-2
    - 『フルカラー小冊子つき豪華特装版』同日発売[80]、ISBN 978-4-06-513748-2

  6. 2019年3月6日発売[81]、ISBN 978-4-06-514807-5
    - 『フルカラー小冊子つき豪華特装版』同日発売[82]、ISBN 978-4-06-514808-2

  7. 2019年6月20日発売[83]、ISBN 978-4-06-515747-3
    - 『アニメ完全版DVD、フルカラー小冊子付き限定版』同日発売[84]、ISBN 978-4-06-513770-3

  8. 2019年9月6日発売[85]、ISBN 978-4-06-516982-7
    - 『DVD付き限定版』同日発売[86]、ISBN 978-4-06-513771-0

  9. 2019年12月6日発売[87]、ISBN 978-4-06-517858-4
    - 『DVD付き限定版』同日発売[88]、ISBN 978-4-06-513772-7

  10. 2020年5月7日発売[89]、ISBN 978-4-06-519541-3
    - 『フルカラー小冊子つき豪華特装版』同日発売[90]、ISBN 978-4-06-519559-8

  11. 2020年11月6日発売[91]、ISBN 978-4-06-521335-3
    - 『フルカラー小冊子つき豪華特装版』同日発売[92]、ISBN 978-4-06-521334-6

  12. 2025年1月6日発売[93]、ISBN 978-4-06-538274-5

### その他
- 『公式ガイドブック なんでここに先生が!? 生活指導の手引き』2019年4月18日発売[94]、ISBN 978-4-06-515043-6
- 『なんでここに先生が!? 彩色兼美フェチ魂 乳学式編』2020年11月6日発売[95]、ISBN 978-4-06-521336-0

## テレビアニメ
2019年4月から6月までTOKYO MXほかにて放送された。
原作において局部露出が存在するため、きわどい部分が大きめに隠されたりする一般バージョンの他、AT-Xおよび一部の動画配信サービスでは、伏せ表現の一部分が撤廃された『もっとたゆたゆver.』が放送・配信され、AT-Xではさらにセルビデオ版を『限界突破の完全版』として未放映の13話も含めて2020年5月10日より放送した。
原作7巻から9巻には伏せ表現が完全撤廃された『限界突破の完全版』各4話分の完全無修正版のOADが付録として付く。また、2019年12月11日に全12話（一般バージョン・限界突破の完全版）+未放送話（13時限目）を収録したBlu-ray BOX (KIZX-385〜7) が発売された。
アニメーション制作会社のティアスタジオは本作放送後の2019年12月に経営破綻したため、この作品が最後のテレビアニメ作品となった。

### スタッフ
- 原作 - 蘇募ロウ[4]
- 総監督 - 金子ひらく[4]
- 監督 - 所俊克[43]
- キャラクターデザイン・総作画監督 - たむらかずひこ[43]
- 美術設定 - 椎野隆介[43]
- 美術監督 - hidehide[43]
- 色彩設計 - 古川康一[43]
- 編集 - 柳圭介[43]
- コンポジットディレクター - みやがわよしかず[43]
- 音楽 - 吟[43]
- 音響監督 - 森下広人[43]
- 音響効果 - 八十正太[43]
- 音響制作 - 叶音[43]
- 音楽プロデューサー - 諏訪豊
- プロデューサー - 藤井貴大、須藤孝太郎、石綿春也、小林健一、宮城惣次、原田貴之
- アニメーションプロデューサー - 石井ひとし
- アニメーション制作 - ティアスタジオ[4]
- 製作 - なんでここに先生が!?製作委員会[43]

### 主題歌
「ボン♡キュッ♡ボンは彼のモノ♡」
上坂すみれによるオープニングテーマ。作詞・作曲・編曲は清竜人。
「りんご色メモリーズ」
吟（BUSTED ROSE）の作詞・作曲・編曲によるエンディングテーマ。歌唱は第1〜4話が児嶋加奈（上坂すみれ）、第5・6・9話は松風真由（後藤邑子）、第7〜9話は葉桜ひかり（石上静香）、第10・11話は立花千鶴（山本希望）。

### 各話リスト
| 話数     | サブタイトル             | 脚本       | 絵コンテ | 演出              | 作画監督                                                               | ヒロイン                              |
| -------- | ------------------------ | ---------- | -------- | ----------------- | ---------------------------------------------------------------------- | ------------------------------------- |
| 1時限目  | ゴールデンタイムズ       | 高林ユーキ | 所俊克   | 所俊克            | たむらかずひこ                                                         | 児嶋加奈                              |
| 1時限目  | 汗尻泉                   | 高林ユーキ | 所俊克   | 所俊克            | たむらかずひこ                                                         | 児嶋加奈                              |
| 2時限目  | 雨宿り                   | 藤丸悠理   | 所俊克   | 所俊克            | たむらかずひこ 小林利充 三宅雄一郎                                     | 児嶋加奈                              |
| 2時限目  | 風梨汁                   | 藤丸悠理   | 所俊克   | 所俊克            | たむらかずひこ 小林利充 三宅雄一郎                                     | 児嶋加奈                              |
| 3時限目  | よいどれ                 | 高林ユーキ | 中田誠   | 中田誠            | 岩崎亮 小野木三斉 園田大勢 三宅雄一郎                                  | 児嶋加奈                              |
| 3時限目  | 大人げ                   | 高林ユーキ | 中田誠   | 中田誠            | 岩崎亮 小野木三斉 園田大勢 三宅雄一郎                                  | 児嶋加奈                              |
| 4時限目  | 約束                     | 高林ユーキ | 中田誠   | 中田誠            | 松下清志 三宅雄一郎 大塚あきら                                         | 児嶋加奈                              |
| 5時限目  | 聖母in                   | 藤丸悠理   | 所俊克   | 所俊克            | 王洲範 日下岳史 大塚あきら                                             | 松風真由                              |
| 5時限目  | まん◯ん電車              | 藤丸悠理   | 所俊克   | 所俊克            | 王洲範 日下岳史 大塚あきら                                             | 松風真由                              |
| 6時限目  | ウキ雨季DAY              | 藤丸悠理   | 藤代和也 | 藤代和也 葛谷直行 | 大塚あきら 北島勇樹 三宅雄一郎 早川ナオミ                              | 松風真由                              |
| 6時限目  | ぴぎぃバック             | 藤丸悠理   | 藤代和也 | 藤代和也 葛谷直行 | 大塚あきら 北島勇樹 三宅雄一郎 早川ナオミ                              | 松風真由                              |
| 7時限目  | ミッション淫ポッシブル   | 高林ユーキ | 所俊克   | 鈴元夏美          | 狩野晃 大塚あきら 宮本武史 三宅雄一郎                                  | 葉桜ひかり                            |
| 7時限目  | ラブラブお買いもの       | 高林ユーキ | 所俊克   | 鈴元夏美          | 狩野晃 大塚あきら 宮本武史 三宅雄一郎                                  | 葉桜ひかり                            |
| 8時限目  | ソウナンですね           | 藤丸悠理   | 所俊克   | 鈴元夏美          | 松下清志 大塚あきら 三宅雄一郎 宮本武史                                | 葉桜ひかり 松風真由                   |
| 8時限目  | キーすとーん             | 藤丸悠理   | 所俊克   | 鈴元夏美          | 松下清志 大塚あきら 三宅雄一郎 宮本武史                                | 葉桜ひかり 松風真由                   |
| 9時限目  | Sikin'                   | 高林ユーキ | 藤代和也 | 藤代和也          | Lee Se Jong 大塚あきら                                                 | 葉桜ひかり 松風真由                   |
| 9時限目  | 所YOU権                  | 高林ユーキ | 藤代和也 | 藤代和也          | Lee Se Jong 大塚あきら                                                 | 葉桜ひかり 松風真由                   |
| 10時限目 | 無氷情                   | 藤丸悠理   | 所俊克   | 所俊克            | 小林利充                                                               | 立花千鶴                              |
| 10時限目 | シャンパンツ             | 藤丸悠理   | 所俊克   | 所俊克            | 小林利充                                                               | 立花千鶴                              |
| 11時限目 | 海水欲                   | 藤丸悠理   | 所俊克   | 所俊克            | 王洲範 大塚あきら 北條直明                                             | 立花千鶴                              |
| 11時限目 | 挿入洞                   | 藤丸悠理   | 所俊克   | 所俊克            | 王洲範 大塚あきら 北條直明                                             | 立花千鶴                              |
| 12時限目 | 美ター&吸ィート          | 高林ユーキ | 所俊克   | 所俊克            | 大塚あきら 北島勇樹 大倉雅彦 丹羽恭利 西本成司 宮本武史 たむらかずひこ | 児嶋加奈 松風真由 葉桜ひかり 立花千鶴 |
| 12時限目 | おめでた                 | 高林ユーキ | 所俊克   | 所俊克            | 大塚あきら 北島勇樹 大倉雅彦 丹羽恭利 西本成司 宮本武史 たむらかずひこ | 児嶋加奈 松風真由 葉桜ひかり 立花千鶴 |
| 13時限目 | なんでここに先生たちが!? | 高林ユーキ | 所俊克   | 所俊克            | たむらかずひこ                                                         | 児嶋加奈 松風真由 葉桜ひかり 立花千鶴 |

### 放送局
| 放送期間                | 放送時間                     | 放送局   | 対象地域 | 備考                                 |
| ----------------------- | ---------------------------- | -------- | -------- | ------------------------------------ |
| 2019年4月8日 - 6月24日  | 月曜 1:05 - 1:20（日曜深夜） | TOKYO MX | 東京都   |                                      |
|                         | 月曜 1:30 - 1:45（日曜深夜） | BS11     | 日本全域 | BS放送 / 『ANIME+』枠                |
| 2019年4月11日 - 6月27日 | 木曜 21:45 - 22:00           | AT-X     | 日本全域 | CS放送 / R+15指定 / リピート放送あり |

| 配信開始日    | 配信時間         | 配信サイト                                                                                                |
| ------------- | ---------------- | --- |
| 2019年4月8日  | 月曜 1:30 更新   | dアニメストア AbemaTV Amazonプライム・ビデオ Netflix あにてれ FOD dTV DMM.com ビデオマーケット Rakuten TV |
|               | 月曜 12:00 更新  | バンダイチャンネル ひかりTV ビデオパス U-NEXT アニメ放題                                                  |
|               | 月曜 19:00 更新  | ひかりTV                                                                                                  |
| 2019年4月10日 | 水曜 0:00 更新   | J:COMオンデマンド                                                                                         |
| 2019年4月11日 | 木曜 12:00 更新  | ふらっと動画                                                                                              |
| 2019年4月13日 | 土曜 1:30 更新   | GYAO! ニコニコチャンネル                                                                                  |
| 2019年4月14日 | 土曜 0:30 - 0:45 | ニコニコ生放送                                                                                            |

| 配信開始日    | 配信時間        | 配信サイト                                                                                          |
| ------------- | --------------- | --------------------------------------------------------------------------------------------------- |
| 2019年4月13日 | 土曜 22:00 更新 | dアニメストア AbemaTV Amazonプライム・ビデオ バンダイチャンネル ビデオマーケット DMM.com Rakuten TV |
| 2019年4月14日 | 日曜 12:00 更新 | ひかりTV アニメ放題                                                                                 |